# Konikowo (Ermland-Mazurië)
Konikowo (Duits: Kleeberg) is een plaats in het Poolse woiwodschap Ermland-Mazurië, in het district Gołdap. De plaats maakt deel uit van de stad- en landgemeente Gołdap.